# Józef Padewski

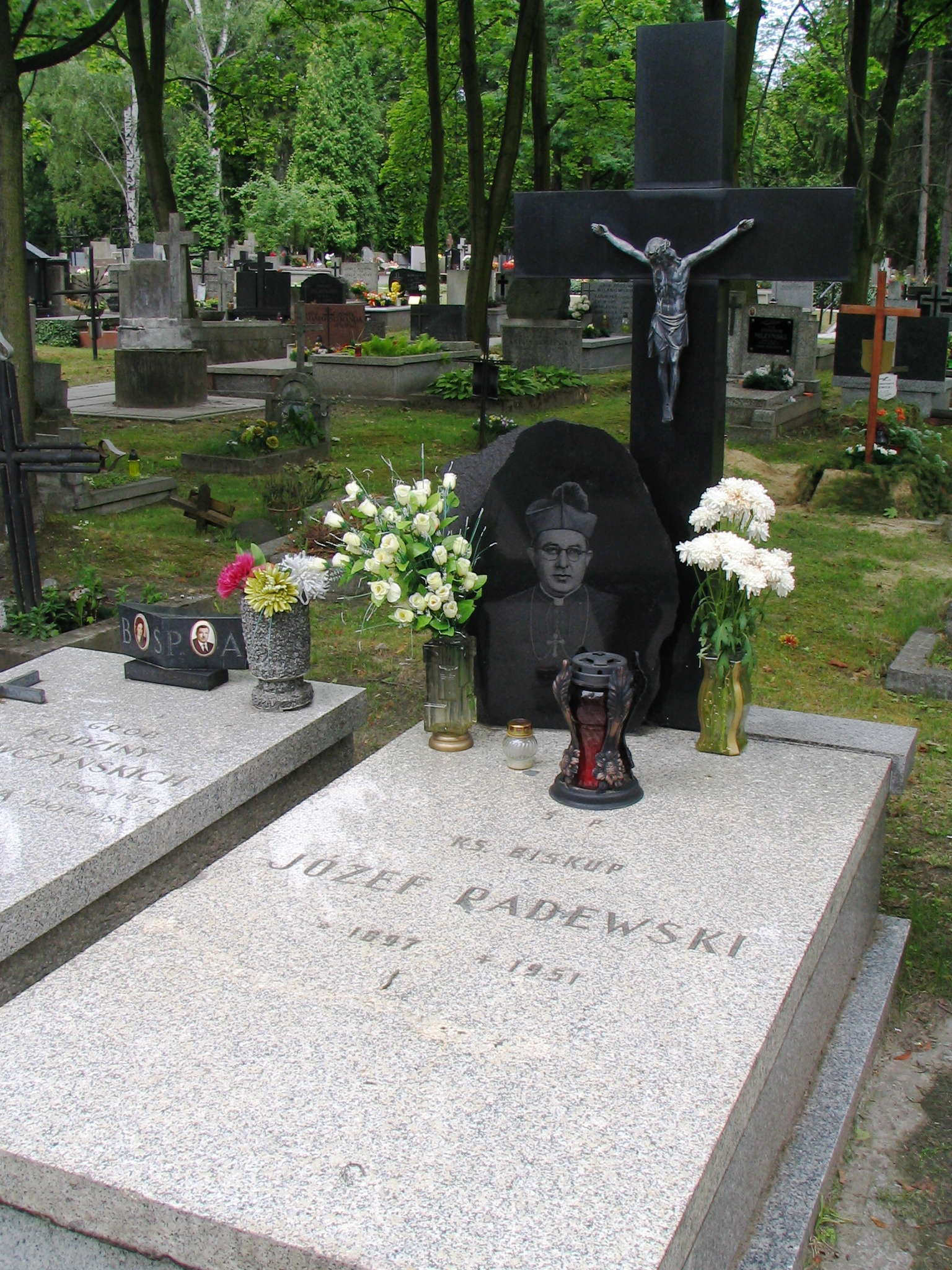
Grób bpa Józefa Padewskiego na Cmentarzu Wojskowym na Powązkach, zdj. z 23 lipca 2008

Józef Padewski, właśc. Józef Podeszwa (ur. 18 lutego 1894 w Antoniowie, zm. 10 maja 1951 w Warszawie) – biskup polskiej diecezji misyjnej Polskiego Narodowego Kościoła Katolickiego w Stanach Zjednoczonych Ameryki i Kanadzie (PNKK). Uwięziony na Rakowieckiej przez funkcjonariuszy UB i zamordowany w areszcie.

## Młodość
W 1913 Józef Padewski ukończył gimnazjum w Krasnymstawie i wyjechał wraz z falą emigracji pracowniczej do Detroit, gdzie uzupełnił wykształcenie średnie i uczył się języka angielskiego. W Detroit nawiązał kontakt z Polskim Narodowym Kościołem Katolickim, a w 1916 rozpoczął studia teologiczne w Seminarium PNKK. 16 grudnia 1919 przyjął święcenia kapłańskie z rąk Pierwszego Biskupa PNKK Franciszka Hodura. W 1931 został skierowany do Polski, by pomóc w budowaniu wspólnoty kościoła narodowego w swojej ojczyźnie. Początkowo był on pomocnikiem bpa Leona Grochowskiego — ordynariusza PNKK w Polsce.

## Biskup PNKK
W styczniu 1933, na sesji Rady Kościoła w Warszawie - obradującej pod przewodnictwem bpa Franciszka Hodura - ks. Józef Padewski został powołany na stanowisko przewodniczącego Rady Kościoła i administratora PNKK w Polsce. Podczas II synodu PNKK w 1935 został wybrany na biskupa, a w dniu 26 sierpnia 1936 otrzymał sakrę biskupią w Scranton.
W okresie II wojny światowej aktywnie uczestniczył w obronie PNKK przed likwidacją. Uczestniczył w trudnych konferencjach z władzami okupacyjnymi. Po sprawdzeniu przynależności Kościoła do Unii Utrechckiej Kościołów Starokatolickich, Kościół został dopuszczony do działalności w Generalnym Gubernatorstwie. Na początku września 1942 bp Józef Padewski został aresztowany przez okupanta i osadzony w więzieniu Montelupich w Krakowie, a następnie wywieziony do Tittmoning, został jednak uwolniony przez Szwajcarski Czerwony Krzyż w ramach wymiany jeńców wojennych. W 1944 wyemigrował do Stanów Zjednoczonych.

## Okoliczności śmierci
20 lutego 1946 biskup Padewski ponownie wrócił do kraju, wpłynęło to znacznie na zaktywizowanie działalności duszpasterskiej polskonarodowego duchowieństwa. W niedługim czasie po II wojnie światowej został oskarżony o nielegalny obrót obcą walutą. Był to jednak tylko pretekst, bo za jego aresztowaniem krył się wątek polityczny. Jednemu z księży udało się zbiec z okupowanej przez sowieckich komunistów Polski i wyjechać do USA, a następnie zostać księdzem PNKK. Był to ks. Tomasz Kołakowski. On też ujawnił w USA zbrodnie katyńskie dokonane na Polakach, dlatego też PNKK był uważany przez władze komunistyczne PRL za narzędzie „amerykańskiego imperializmu”. Bp Józef Padewski został zdradzony przez współbraci w kapłaństwie (którzy dla awansu w hierarchii kościelnej poszli na układ z komunistami) i aresztowany 17 stycznia 1951. Przebywał w więzieniu politycznym na Rakowieckiej w Warszawie, gdzie 10 maja 1951 został zakatowany na śmierć przez funkcjonariuszy UB. Mimo licznych protestów ze strony władz PNKK oraz ambasady amerykańskiej w Polsce, nie udało się doprowadzić do wykrycia sprawców mordu biskupa.
Pogrzeb bpa Józefa Padewskiego odbył się 14 maja 1951 nocą, w gronie kilku najbliższych współpracowników bpa Padewskiego na cmentarzu Kościoła Polskokatolickiego w Warszawie (obecnie cmentarz Powązki Wojskowe w Warszawie (kwatera D-9-14)). Funkcjonariusze bezpieczeństwa gęsto obstawili przycmentarny teren, zaś pierwotnie zamordowanego planowano pochować w garniturze i po świecku, na co nie zgodzili się polskokatolicy i szybko zorganizowali godne urzędu szaty.